# Brennhof (Werfen)

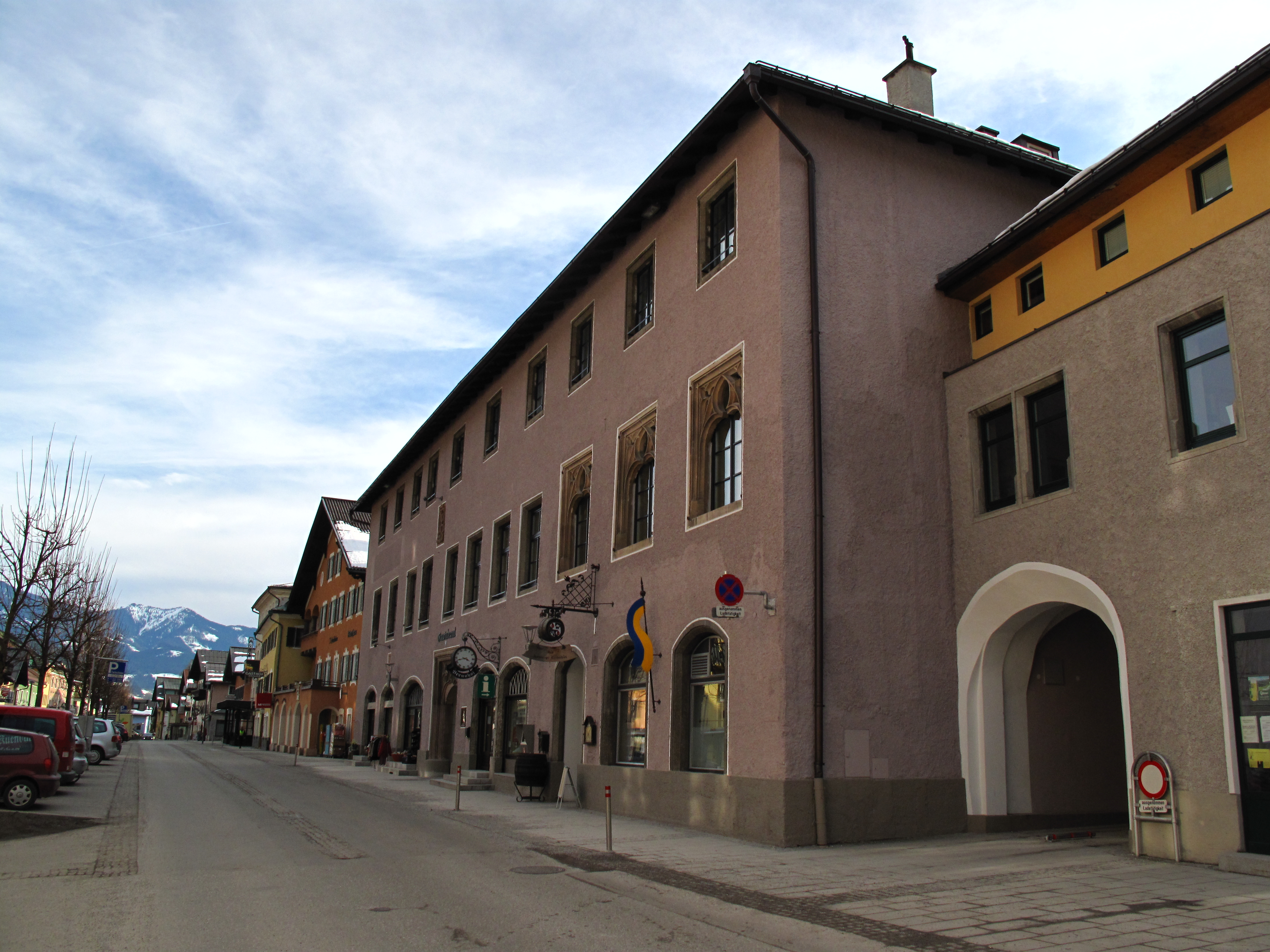
Brennhof

Brennhof – Außenfront

Innenhof mit Arkaden

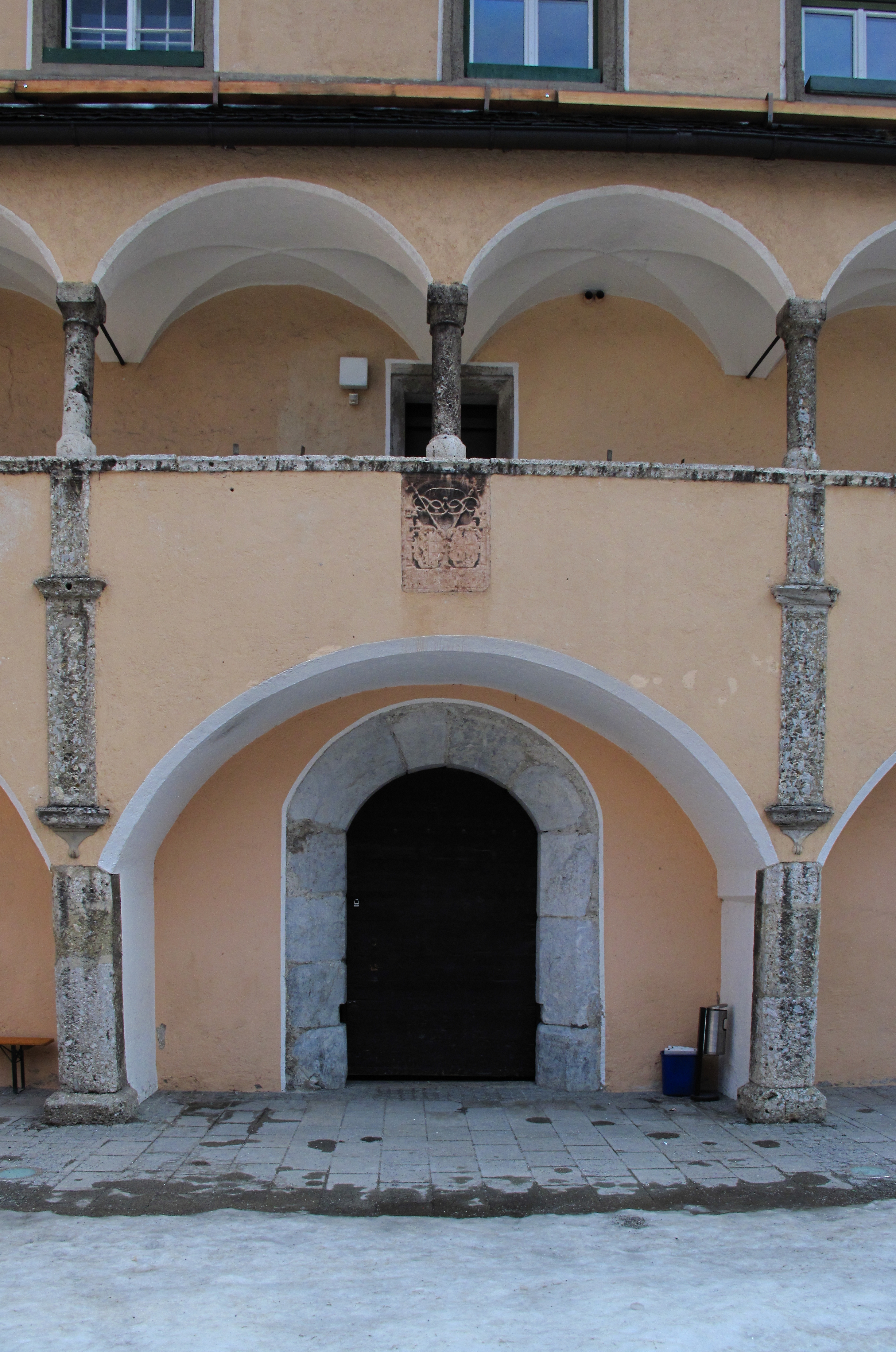
Arkaden und Wappen

Der Brennhof liegt in der Gemeinde Werfen im Bezirk St. Johann im Pongau im Bundesland Salzburg (Markt 24). Er befindet sich gegenüber dem Pfleggerichtsgebäude und wurde anstelle mehrerer älterer Häuser errichtet. Eines davon gehörte dem Gollinger und Werfener Bürger Wolfgang Brenner.

## Geschichte
1560 erwarb Erzbischof Michael von Kuenburg aus dem Nachlass des Pflegers von Werfen, Blasius von Keutschach, das Gebäude und weitere Grundstücke, um hier einen Bischofssitz zu errichten. Durch seinen frühen Tod († 17. November 1560) konnte er aber diesen Plan nicht ausführen. Sein Nachfolger, Erzbischof Johann Jakob Khuen von Belasi, erteilte dem Hofbaumeister Jörg Vischer den Auftrag für den Neubau.
Allerdings wurde der Brennhof niemals zu einer erzbischöflichen Residenz. Er diente vielmehr als Unterkunft für die Berg- und Forstämter; der westliche Speichertrakt wurde als Salz- und Getreidekasten verwendet. Für die Bediensteten waren Wohnungen eingerichtet.
Zwischen 1849 und 1854 war hier die Bezirkshauptmannschaft Pongau untergebracht. 1856 wurde das Gebäude an Erasmus Kirchberger verkauft, der hier ein Bräuhaus einrichtete. 1912 erwarb Erzherzog Eugen, der bereits 1898 die Festung Hohenwerfen gekauft hatte, den Brennhof. 1925 stellte er ihn der Gemeinde Werfen zur Verfügung, die seitdem im Besitz der Anlage ist.

## Brennhof heute
Das dreigeschoßige Gebäude ist seit seiner Gründung fast unverändert erhalten geblieben. Zur Straßenseite besitzt es zehn Fensterachsen. Das Hauptportal und drei Fenster im ersten Obergeschoß besitzen ein Fischblasen-Maßwerk. Der Eingang zum Innenhof ist durch einen Gewölbegang möglich. Der südliche Trakt hat einen zweigeschoßigen Laubengang aus der Renaissance mit dem erzbischöflichen Wappen, datiert 1565. Die sieben Arkaden im Erdgeschoß tragen 16 Arkaden im ersten Obergeschoß mit einem Kreuzgratgewölbe und Rundsäulen mit Kelchkapitellen. Der westliche Flügel ist durch ein Treppenhaus abgesetzt. Hier befand sich früher der Kasten und der Schüttboden.
Heute sind hier das Gemeindeamt Werfen, verschiedene Vereine und ein Veranstaltungszentrum untergebracht. Ein Teil des Gebäudes wird für Wohnungen genutzt. Im Erdgeschoß des Südtraktes befindet sich der Veranstaltungsraum mit einem Kreuzrippengewölbe und Steinsäulen (ehemaliger Pferdestall). Im Brennhof finden auch diverse folkloristische Veranstaltungen (z. B. der Werfener Weihnachtsmarkt) statt.